# 24 uur van Le Mans 1996

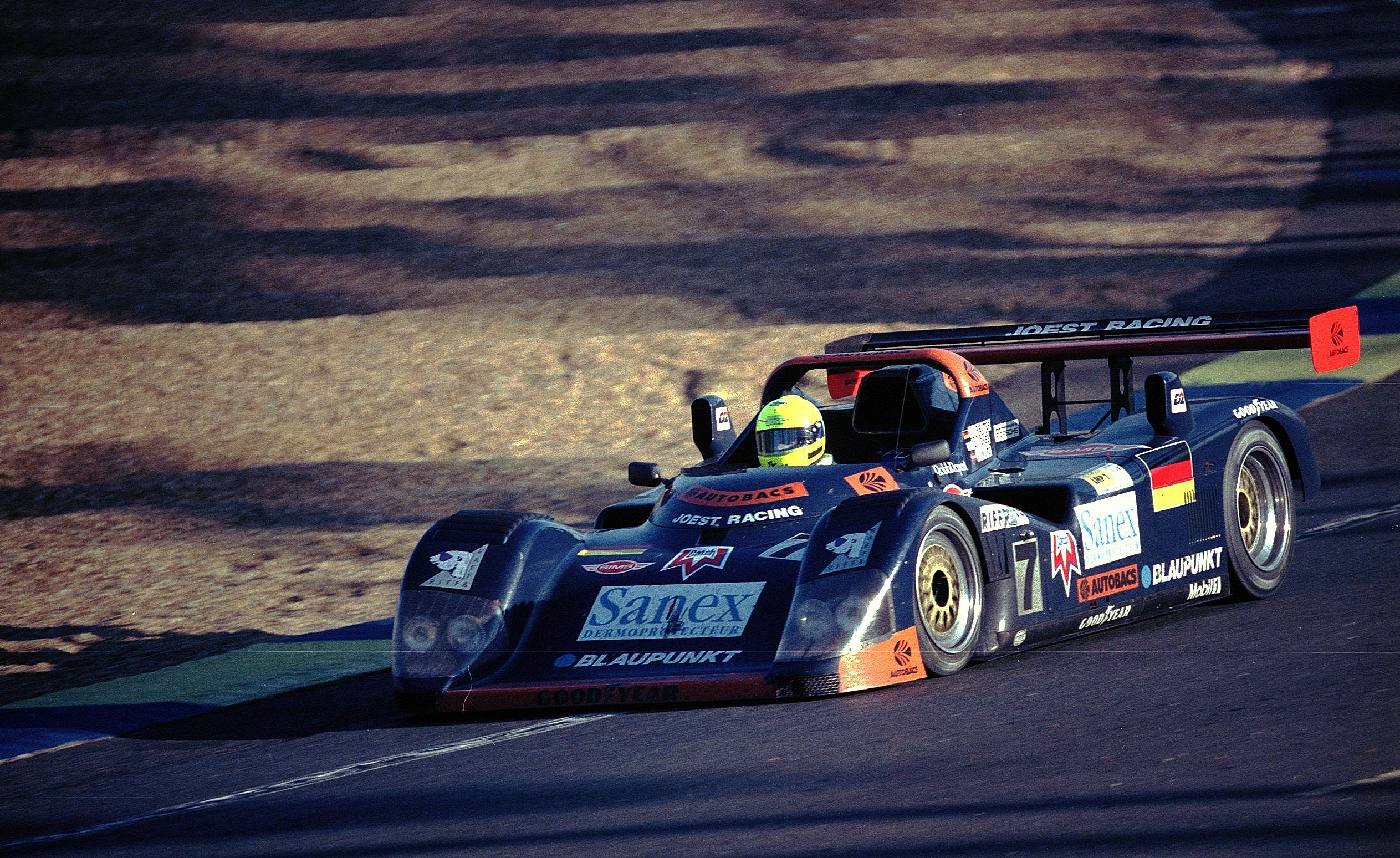
De winnende auto: de TWR Porsche WSC-95 #7.

De 24 uur van Le Mans 1996 was de 64e editie van deze endurancerace. De race werd verreden op 15 en 16 juni 1996 op het Circuit de la Sarthe nabij Le Mans, Frankrijk.
De race werd gewonnen door de Joest Racing GmbH #7 van Davy Jones, Alexander Wurz en Manuel Reuter. Voor Reuter was het zijn tweede overwinning, terwijl Jones en Wurz allebei hun eerste Le Mans-zege behaalden. Wurz werd op 22-jarige leeftijd tevens de jongste winnaar van de race ooit. De LMGT1-klasse werd gewonnen door de Porsche AG #25 van Hans-Joachim Stuck, Thierry Boutsen en Bob Wollek. De LMGT2-klasse werd gewonnen door de Roock Racing Team #79 van Guy Martinolle, Ralf Kelleners, Bruno Eichmann. De LMP2-klasse werd gewonnen door de Mazdaspeed Co. Ltd. #20 van Yojiro Terada, Jim Downing en Franck Fréon. De WSC-klasse kende drie inschrijvingen, waarvan er geen een aan de finish kwam. Voor deze klasse werd geen winnaar aangewezen.

## Race
Winnaars in hun klasse zijn vetgedrukt.
| Pos. | Klasse | No. | Team                                | Coureurs                                               | Chassis                            | Banden | Ronden |
| Pos. | Klasse | No. | Team                                | Coureurs                                               | Motor                              | Banden | Ronden |
| ---- | ------ | --- | ----------------------------------- | ------------------------------------------------------ | ---------------------------------- | ------ | ------ |
| 1    | LMP1   | 7   | Joest Racing                        | Davy Jones Alexander Wurz Manuel Reuter                | TWR Porsche WSC-95                 | G      | 354    |
| 1    | LMP1   | 7   | Joest Racing                        | Davy Jones Alexander Wurz Manuel Reuter                | Porsche Type-935 3.0L Turbo Flat-6 | G      | 354    |
| 2    | LMGT1  | 25  | Porsche AG                          | Hans-Joachim Stuck Thierry Boutsen Bob Wollek          | Porsche 911 GT1                    | M      | 353    |
| 2    | LMGT1  | 25  | Porsche AG                          | Hans-Joachim Stuck Thierry Boutsen Bob Wollek          | Porsche 3.2L Turbo Flat-6          | M      | 353    |
| 3    | LMGT1  | 26  | Porsche AG                          | Karl Wendlinger Yannick Dalmas Scott Goodyear          | Porsche 911 GT1                    | M      | 341    |
| 3    | LMGT1  | 26  | Porsche AG                          | Karl Wendlinger Yannick Dalmas Scott Goodyear          | Porsche 3.2L Turbo Flat-6          | M      | 341    |
| 4    | LMGT1  | 30  | West Competition                    | John Nielsen Thomas Bscher Peter Kox                   | McLaren F1 GTR                     | G      | 338    |
| 4    | LMGT1  | 30  | West Competition                    | John Nielsen Thomas Bscher Peter Kox                   | BMW S70 6.1L V12                   | G      | 338    |
| 5    | LMGT1  | 34  | Gulf Racing                         | Pierre-Henri Raphanel Lindsay Owen-Jones David Brabham | McLaren F1 GTR                     | M      | 335    |
| 5    | LMGT1  | 34  | Gulf Racing                         | Pierre-Henri Raphanel Lindsay Owen-Jones David Brabham | BMW S70 6.1L V12                   | M      | 335    |
| 6    | LMGT1  | 29  | Harrods Mach One Racing             | Andy Wallace Olivier Grouillard Derek Bell             | McLaren F1 GTR                     | G      | 328    |
| 6    | LMGT1  | 29  | Harrods Mach One Racing             | Andy Wallace Olivier Grouillard Derek Bell             | BMW S70 6.1L V12                   | G      | 328    |
| 7    | LMP1   | 5   | La Filière                          | Henri Pescarolo Franck Lagorce Emmanuel Collard        | Courage C36                        | M      | 327    |
| 7    | LMP1   | 5   | La Filière                          | Henri Pescarolo Franck Lagorce Emmanuel Collard        | Porsche Type-935 3.0L Turbo Flat-6 | M      | 327    |
| 8    | LMGT1  | 39  | Team Bigazzi SRL                    | Nelson Piquet Johnny Cecotto Danny Sullivan            | McLaren F1 GTR                     | M      | 324    |
| 8    | LMGT1  | 39  | Team Bigazzi SRL                    | Nelson Piquet Johnny Cecotto Danny Sullivan            | BMW S70 6.1L V12                   | M      | 324    |
| 9    | LMGT1  | 33  | Gulf Racing                         | Ray Bellm James Weaver JJ Lehto                        | McLaren F1 GTR                     | M      | 323    |
| 9    | LMGT1  | 33  | Gulf Racing                         | Ray Bellm James Weaver JJ Lehto                        | BMW S70 6.1L V12                   | M      | 323    |
| 10   | LMGT1  | 48  | Canaska Southwind Motorsport        | Price Cobb Shawn Hendricks Mark Dismore                | Chrysler Viper GTS-R               | M      | 320    |
| 10   | LMGT1  | 48  | Canaska Southwind Motorsport        | Price Cobb Shawn Hendricks Mark Dismore                | Chrysler 356-T6 8.0L V10           | M      | 320    |
| 11   | LMGT1  | 38  | Team Bigazzi SRL                    | Jacques Laffite Steve Soper Marc Duez                  | McLaren F1 GTR                     | M      | 318    |
| 11   | LMGT1  | 38  | Team Bigazzi SRL                    | Jacques Laffite Steve Soper Marc Duez                  | BMW S70 6.1L V12                   | M      | 318    |
| 12   | LMGT2  | 79  | Roock Racing Team                   | Guy Martinolle Ralf Kelleners Bruno Eichmann           | Porsche 911 GT2                    | M      | 317    |
| 12   | LMGT2  | 79  | Roock Racing Team                   | Guy Martinolle Ralf Kelleners Bruno Eichmann           | Porsche 3.6L Turbo Flat-6          | M      | 317    |
| 13   | LMP1   | 4   | Courage Compétition                 | Mario Andretti Jan Lammers Derek Warwick               | Courage C36                        | M      | 315    |
| 13   | LMP1   | 4   | Courage Compétition                 | Mario Andretti Jan Lammers Derek Warwick               | Porsche Type-935 3.0L Turbo Flat-6 | M      | 315    |
| 14   | LMGT2  | 71  | New Hardware Racing/Parr Motorsport | Bill Farmer Greg Murphy Robert Nearn                   | Porsche 911 GT2                    | P      | 313    |
| 14   | LMGT2  | 71  | New Hardware Racing/Parr Motorsport | Bill Farmer Greg Murphy Robert Nearn                   | Porsche 3.6L Turbo Flat-6          | P      | 313    |
| 15   | LMGT1  | 23  | Nismo                               | Kazuyoshi Hoshino Masahiro Hasemi Toshio Suzuki        | Nismo Skyline GT-R LM              | B      | 307    |
| 15   | LMGT1  | 23  | Nismo                               | Kazuyoshi Hoshino Masahiro Hasemi Toshio Suzuki        | Nissan 2.8L Turbo I6               | B      | 307    |
| 16   | LMGT2  | 75  | Team Kunimitsu                      | Kunimitsu Takahashi Keiichi Tsuchiya Akira Iida        | Honda NSX                          | Y      | 305    |
| 16   | LMGT2  | 75  | Team Kunimitsu                      | Kunimitsu Takahashi Keiichi Tsuchiya Akira Iida        | Honda 3.0L V6                      | Y      | 305    |
| 17   | LMGT2  | 83  | New Hardware Racing/Parr Motorsport | Stéphane Ortelli Andy Pilgrim Andrew Bagnall           | Porsche 911 GT2                    | P      | 299    |
| 17   | LMGT2  | 83  | New Hardware Racing/Parr Motorsport | Stéphane Ortelli Andy Pilgrim Andrew Bagnall           | Porsche 3.6L Turbo Flat-6          | P      | 299    |
| 18   | LMGT2  | 77  | Seikel Motorsport                   | Guy Fuster Manfred Jurasz Takaji Suzuki                | Porsche 911 GT2                    | P      | 297    |
| 18   | LMGT2  | 77  | Seikel Motorsport                   | Guy Fuster Manfred Jurasz Takaji Suzuki                | Porsche 3.6L Turbo Flat-6          | P      | 297    |
| 19   | LMGT1  | 28  | Newcastle United Lister             | Geoff Lees Tiff Needell Anthony Reid                   | Lister Storm GTS                   | M      | 295    |
| 19   | LMGT1  | 28  | Newcastle United Lister             | Geoff Lees Tiff Needell Anthony Reid                   | Jaguar 7.0L V12                    | M      | 295    |
| 20   | LMGT2  | 82  | Société Larbre Compétition          | Patrice Goueslard André Ahrlé Patrick Bourdais         | Porsche 911 GT2                    | M      | 284    |
| 20   | LMGT2  | 82  | Société Larbre Compétition          | Patrice Goueslard André Ahrlé Patrick Bourdais         | Porsche 3.6L Turbo Flat-6          | M      | 284    |
| 21   | LMGT1  | 50  | Société Viper Team Oreca            | Philippe Gache Éric Hélary Olivier Beretta             | Chrysler Viper GTS-R               | M      | 283    |
| 21   | LMGT1  | 50  | Société Viper Team Oreca            | Philippe Gache Éric Hélary Olivier Beretta             | Chrysler 356-T6 8.0L V10           | M      | 283    |
| 22   | LMGT1  | 27  | Société Chéreau Sports              | Jean-Luc Chéreau Pierre Yver Jack Leconte              | Porsche 911 GT2 Evo                | M      | 279    |
| 22   | LMGT1  | 27  | Société Chéreau Sports              | Jean-Luc Chéreau Pierre Yver Jack Leconte              | Porsche 3.6L Turbo Flat-6          | M      | 279    |
| 23   | LMGT1  | 49  | Canaska Southwind Motorsport        | Alain Cudini Victor Sifton John Morton                 | Chrysler Viper GTS-R               | M      | 269    |
| 23   | LMGT1  | 49  | Canaska Southwind Motorsport        | Alain Cudini Victor Sifton John Morton                 | Chrysler 356-T6 8.0L V10           | M      | 269    |
| 24   | LMGT1  | 46  | Team Menicon SARD                   | Alain Ferté Mauro Martini Pascal Fabre                 | SARD MC8-R                         | D      | 256    |
| 24   | LMGT1  | 46  | Team Menicon SARD                   | Alain Ferté Mauro Martini Pascal Fabre                 | Toyota 4.0L Turbo V8               | D      | 256    |
| 25   | LMP2   | 20  | Mazdaspeed Co. Ltd.                 | Yojiro Terada Jim Downing Franck Fréon                 | Kudzu DLM                          | G      | 251    |
| 25   | LMP2   | 20  | Mazdaspeed Co. Ltd.                 | Yojiro Terada Jim Downing Franck Fréon                 | Mazda R20B 2.0L 3-Rotor            | G      | 251    |
| DNF  | LMP1   | 8   | Joest Racing                        | Michele Alboreto Pierluigi Martini Didier Theys        | TWS Porsche WSC-95                 | G      | 300    |
| DNF  | LMP1   | 8   | Joest Racing                        | Michele Alboreto Pierluigi Martini Didier Theys        | Porsche Type-935 3.0L Turbo Flat-6 | G      | 300    |
| DNF  | LMP2   | 14  | Welter Racing SARL                  | Patrick Gonin Pierre Petit Marc Rostan                 | WR LM96                            | M      | 221    |
| DNF  | LMP2   | 14  | Welter Racing SARL                  | Patrick Gonin Pierre Petit Marc Rostan                 | Peugeot 2.0L Turbo I4              | M      | 221    |
| DNF  | LMP1   | 3   | Courage Compétition                 | Didier Cottaz Philippe Alliot Jérôme Policand          | Courage C36                        | M      | 215    |
| DNF  | LMP1   | 3   | Courage Compétition                 | Didier Cottaz Philippe Alliot Jérôme Policand          | Porsche Type-935 3.0L Turbo Flat-6 | M      | 215    |
| DNF  | LMGT1  | 22  | Nismo                               | Aguri Suzuki Masahiko Kageyama Masahiko Kondō          | Nismo Skyline GT-R LM              | B      | 209    |
| DNF  | LMGT1  | 22  | Nismo                               | Aguri Suzuki Masahiko Kageyama Masahiko Kondō          | Nissan 2.8L Turbo I6               | B      | 209    |
| DNF  | WSC    | 17  | Racing For Belgium Team Scandia     | Eric van de Poele Marc Goossens Éric Bachelart         | Ferrari 333 SP                     | P      | 208    |
| DNF  | WSC    | 17  | Racing For Belgium Team Scandia     | Eric van de Poele Marc Goossens Éric Bachelart         | Ferrari F310E 4.0L V12             | P      | 208    |
| DNF  | LMGT1  | 57  | Toyota Team SARD                    | Masanori Sekiya Hidetoshi Mitsusada Masami Kageyama    | Toyota Supra LM                    | D      | 205    |
| DNF  | LMGT1  | 57  | Toyota Team SARD                    | Masanori Sekiya Hidetoshi Mitsusada Masami Kageyama    | Toyota 3S-GTE 2.1L Turbo I4        | D      | 205    |
| DNF  | LMP2   | 15  | Welter Racing SARL                  | William David Sébastien Enjolras Arnaud Trévisiol      | WR LM96                            | M      | 162    |
| DNF  | LMP2   | 15  | Welter Racing SARL                  | William David Sébastien Enjolras Arnaud Trévisiol      | Peugeot 2.0L Turbo I4              | M      | 162    |
| DNF  | WSC    | 19  | Riley & Scott Cars Inc.             | Wayne Taylor Scott Sharp Jim Pace                      | Riley & Scott Mk III               | P      | 157    |
| DNF  | WSC    | 19  | Riley & Scott Cars Inc.             | Wayne Taylor Scott Sharp Jim Pace                      | Oldsmobile Aurora 4.0L V8          | P      | 157    |
| DNF  | LMGT1  | 53  | Kokusai Kaihatsu Racing             | Fabien Giroix Jean-Denis Delétraz Maurizio Sandro Sala | McLaren F1 GTR                     | M      | 146    |
| DNF  | LMGT1  | 53  | Kokusai Kaihatsu Racing             | Fabien Giroix Jean-Denis Delétraz Maurizio Sandro Sala | BMW S70 6.1L V12                   | M      | 146    |
| DNF  | LMGT1  | 59  | Ennea SRL                           | Robin Donovan Piero Nappi Tetsuya Ota                  | Ferrari F40 GTE                    | P      | 129    |
| DNF  | LMGT1  | 59  | Ennea SRL                           | Robin Donovan Piero Nappi Tetsuya Ota                  | Ferrari F120B 3.5L Turbo V8        | P      | 129    |
| DNF  | LMGT2  | 74  | Agusta Racing Team                  | Rocky Agusta Almo Copelli Patrick Camus                | Callaway Corvette LM600            | D      | 114    |
| DNF  | LMGT2  | 74  | Agusta Racing Team                  | Rocky Agusta Almo Copelli Patrick Camus                | Chevrolet LT1 6.2L V8              | D      | 114    |
| DNF  | LMP1   | 1   | Kremer Racing                       | Christophe Bouchut Jürgen Lässig Harri Toivonen        | Kremer K8 Spyder                   | G      | 110    |
| DNF  | LMP1   | 1   | Kremer Racing                       | Christophe Bouchut Jürgen Lässig Harri Toivonen        | Porsche Type-935 3.0L Turbo Flat-6 | G      | 110    |
| DNF  | LMGT1  | 37  | Konrad Motorsport                   | Franz Konrad Antonio Herrmann Wido Rössler             | Porsche 911 GT2 Evo                | M      | 107    |
| DNF  | LMGT1  | 37  | Konrad Motorsport                   | Franz Konrad Antonio Herrmann Wido Rössler             | Porsche 3.6L Turbo Flat-6          | M      | 107    |
| DNF  | LMGT1  | 44  | Ennea SRL Igol                      | Luciano Della Noce Anders Olofsson Carl Rosenblad      | Ferrari F40 GTE                    | P      | 98     |
| DNF  | LMGT1  | 44  | Ennea SRL Igol                      | Luciano Della Noce Anders Olofsson Carl Rosenblad      | Ferrari F120B 3.5L Turbo V8        | P      | 98     |
| DNF  | LMGT1  | 51  | Société Viper Team Oreca            | Dominique Dupuy Perry McCarthy Justin Bell             | Chrysler Viper GTS-R               | M      | 96     |
| DNF  | LMGT1  | 51  | Société Viper Team Oreca            | Dominique Dupuy Perry McCarthy Justin Bell             | Chrysler 356-T6 8.0L V10           | M      | 96     |
| DNF  | LMGT1  | 55  | Roock Racing Team                   | Jean-Pierre Jarier Jesús Pareja Dominic Chappell       | Porsche 911 GT2 Evo                | M      | 93     |
| DNF  | LMGT1  | 55  | Roock Racing Team                   | Jean-Pierre Jarier Jesús Pareja Dominic Chappell       | Porsche 3.6L Turbo Flat-6          | M      | 93     |
| DNF  | LMGT1  | 56  | Pilot Racing                        | Michel Ferté Olivier Thévenin Nicolas Leboissetier     | Ferrari F40 LM                     | M      | 93     |
| DNF  | LMGT1  | 56  | Pilot Racing                        | Michel Ferté Olivier Thévenin Nicolas Leboissetier     | Ferrari F120B 3.5L Turbo V8        | M      | 93     |
| DNF  | LMP1   | 2   | Kremer Racing                       | Steve Fossett George Fouché Stanley Dickens            | Kremer K8 Spyder                   | G      | 58     |
| DNF  | LMP1   | 2   | Kremer Racing                       | Steve Fossett George Fouché Stanley Dickens            | Porsche Type-935 3.0L Turbo Flat-6 | G      | 58     |
| DNF  | LMGT2  | 73  | Elf Haberthur Racing                | Michel Neugarten Toni Seiler Bruno Ilien               | Porsche 911 GT2                    | D      | 46     |
| DNF  | LMGT2  | 73  | Elf Haberthur Racing                | Michel Neugarten Toni Seiler Bruno Ilien               | Porsche 3.6L Turbo Flat-6          | D      | 46     |
| DNF  | LMGT2  | 81  | Team Marcos                         | Cor Euser Thomas Erdos Pascal Dro                      | Marcos Mantara LM600               | D      | 40     |
| DNF  | LMGT2  | 81  | Team Marcos                         | Cor Euser Thomas Erdos Pascal Dro                      | Chevrolet 6.1L V8                  | D      | 40     |
| DNF  | LMGT1  | 45  | Ennea SRL Igol                      | Jean-Marc Gounon Éric Bernard Paul Belmondo            | Ferrari F40 GTE                    | P      | 40     |
| DNF  | LMGT1  | 45  | Ennea SRL Igol                      | Jean-Marc Gounon Éric Bernard Paul Belmondo            | Ferrari F120B 3.5L Turbo V8        | P      | 40     |
| DNF  | LMGT2  | 70  | Steve O'Rourke                      | Steve O'Rourke Guy Holmes Soames Langston              | Porsche 911 GT2                    | D      | 32     |
| DNF  | LMGT2  | 70  | Steve O'Rourke                      | Steve O'Rourke Guy Holmes Soames Langston              | Porsche 3.6L Turbo Flat-6          | D      | 32     |
| DNF  | WSC    | 18  | Rocketsports Inc.                   | Andy Evans Yvan Muller Fermín Vélez                    | Ferrari 333 SP                     | P      | 31     |
| DNF  | WSC    | 18  | Rocketsports Inc.                   | Andy Evans Yvan Muller Fermín Vélez                    | Ferrari F130E 4.0L V12             | P      | 31     |

1923 · 1924 · 1925 · 1926 · 1927 · 1928 · 1929 · 1930 · 1931 · 1932 · 1933 · 1934 · 1935 · 1936 · 1937 · 1938 · 1939 · 1940 - 1948 · 1949 · 1950 · 1951 · 1952 · 1953 · 1954 · 1955 (Ramp) · 1956 · 1957 · 1958 · 1959 · 1960 · 1961 · 1962 · 1963 · 1964 · 1965 · 1966 · 1967 · 1968 · 1969 · 1970 · 1971 · 1972 · 1973 · 1974 · 1975 · 1976 · 1977 · 1978 · 1979 · 1980 · 1981 · 1982 · 1983 · 1984 · 1985 · 1986 · 1987 · 1988 · 1989 · 1990 · 1991 · 1992 · 1993 · 1994 · 1995 · 1996 · 1997 · 1998 · 1999 · 2000 · 2001 · 2002 · 2003 · 2004 · 2005 · 2006 · 2007 · 2008 · 2009 · 2010 · 2011 · 2012 · 2013 · 2014 · 2015 · 2016 · 2017 · 2018 · 2019 · 2020 · 2021 · 2022 · 2023 · 2024